# Großkönig
Ein Großkönig (griechisch: ὁ μέγας βασιλεύς ho megas basileus bzw. häufiger βασιλεύς, ohne Artikel; lateinisch rex regum ‚König der Könige‘) ist ein König, der über mehrere andere Könige gebietet.
Schon die Herrscher von Akkad ließen sich als „Großkönig“ oder König der Könige titulieren, wie auch die Könige der Hethiter und von Assyrien (Šarru rabû šarru). Selbst die Herrscher kleinerer Königreiche, wie des neohethitischen Tabal oder von Urartu, nannten sich Großkönig, wenn sie über mehrere andere Fürsten geboten.
Unter den Achämeniden wurde der Titel „König der Könige“ (Schahanschah) für die Herrscher des Perserreichs gebräuchlich. Auf einer dreisprachigen, in Persepolis gefundenen Inschrift des 5. Jahrhunderts v. Chr. findet sich etwa (übersetzt): „Ich Dareios, der große König, König der Könige, König der Länder, König dieser Welt, […]“. Dementsprechend bezeichneten sich auch die Herrscher der Arsakiden im Partherreich sowie ihre sassanidischen Nachfolger als „König der Könige“ (šāhān šāh). Daher ist es in der althistorischen Forschung üblich, auch den sassanidischen Herrscher als „Großkönig“ zu bezeichnen. Möglicherweise besteht auch ein Bezug zwischen dem vom Seleukidenkönig Antiochos III. geführten, auf Inschriften belegten Titel „der Große“ bzw. „der große König“ und dem orientalischen Großkönigstitel. Auch die Herrscher von Armenien und Pontos führten zeitweilig diesen Herrschertitel.
Im Römischen Reich nannten sich der Fürst von Palmyra Odaenathus und dessen Söhne Herodianus und Vaballathus rex regum. Später soll Konstantin der Große diesen Titel seinem Neffen Hannibalianus verliehen haben (der auf Münzen allerdings nur als rex erscheint). In beiden Fällen dürfte die Titulatur symbolisch gegen Territorialansprüche des sassanidischen Großkönigs an der Ostgrenze des Imperiums in Syrien bzw. Armenien gerichtet gewesen sein.
Der Kaiser von Äthiopien führte ebenfalls den Titel eines „Königs der Könige“, amharisch Neguse Negest.
Muammar al-Gaddafi wurde 2008 von über 200 afrikanischen Königen und traditionellen Stammesherrschern zum König der Könige von Afrika ausgerufen.